# هانز أوفت
ماريوس يوهان أوفت (بالهولندية: Hans Ooft)‏، من مواليد 27 يونيو 1947 في هولندا، مدرب كرة قدم هولندي.
و قد درب منتخب هولندا لكرة القدم في عام 1976، وفي عام 1987 انتقل إلى تدريب نادي مازدا الياباني، وفي عام 1992 انتقل إلى تدريب منتخب اليابان لكرة القدم حتى عام 1993، وفي موسم 1994/1995 انتقل إلى تدريب نادي جوبيلو إيواتا الياباني، وفي عام 1998 درب نادي كيوتو بوربل سانغا الياباني، وفي موسم 2002/2003 انتقل إلى تدريب نادي أوراوا ريدز الياباني.

## وصلات خارجية
- هانز أوفت على موقع قاعدة بيانات كرة القدم.إي يو (الإنجليزية)
- هانز أوفت على موقع Soccerway.com (الإنجليزية)
- هانز أوفت على موقع عالم كرة القدم.نت (الإنجليزية)